# Mario Ghiglione
Mario Ghiglione (Prelà, 13 ottobre 1918 – Imperia, 1º novembre 2003) è stato un calciatore italiano, di ruolo attaccante.

## Carriera
Esordisce nella Prima Divisione 1935-1936 con l'Imperia.
La stagione seguente passa alla Sanremese, con cui vince il Girone C della Serie C 1936-1937.
La prima stagione in cadetteria ottiene con i matuziani il nono posto, l'undicesimo nella stagione 1938-1939 e il diciassettesimo nella Serie B 1939-1940, che comporta la retrocessione in terza serie.
Tornato in terza serie con i matuziani, Ghiglione ottiene il secondo posto del Girone D, a due punti dai vincitori del Manlio Cavagnaro. Nella stagione successiva si classifica ottavo.
Nel 1942 passa al Savona che disputa la Serie B 1942-1943, chiudendo la stagione al diciassettesimo posto.
Nel 1944, in piena Seconda guerra mondiale, passa al Genova 1893 con cui disputa il Campionato Alta Italia, piazzandosi al quinto posto del girone ligure-piemontese.
Nel 1946 torna alla Sanremese, con cui sfiora la promozione in cadetteria al termine della Serie C 1946-1947.
Nel 1947 torna al suo club d'esordio, l'Imperia, con cui disputa il Girone A della Serie C 1947-1948, piazzandosi al quinto e retrocedendo nella neonata Promozione. Nell'ultima stagione in nerazzurro ottiene il quarto posto del Girone A.

## Palmarès

### Club

#### Competizioni nazionali
- Serie C: 1

Sanremese: 1936-1937

#### Competizioni regionali
- Seconda Divisione: 1

Imperia: 1929-1930